# Hipérbato
Hipérbato (do grego hyperbaton, que ultrapassa) também conhecido como inversão ou anástrofe, é uma figura de linguagem que consiste na troca da ordem direta dos termos da frase (sujeito, verbo, complementos, adjuntos) ou de nomes e seus determinantes. Incide quando há demasia propositada num conceito. Assim expressando de forma muito dramática tudo aquilo que se ambiciona o vocabular.

## Exemplos
Em obras literárias:
| “                    | Aquela triste e leda madrugada | ” |
| — Luís Vaz de Camões |                                |   |

| “                                                   | Do que a terra mais garrida / Teus risonhos, lindos campos têm mais flores | ” |
| — Osório Duque Estrada, em Hino Nacional Brasileiro |                                                                            |   |

| “                     | Não é que o meu o teu sangue / Sangue de maior primor. | ” |
| — Alexandre Herculano |                                                        |   |

| “                                                   | Ouviram do Ipiranga as margens plácidas / De um povo heroico o brado retumbante. | ” |
| — Osório Duque Estrada, em Hino Nacional Brasileiro |                                                                                  |   |

| “                                                                   | O caso triste e dino da memória / Que do sepulcro os homens desenterra, | ” |
| — Camões, em Os Lusíadas no episódio de Inês De Castro (Canto III)) |                                                                         |   |

Outros exemplos:
- Dança, à noite, o casal de apaixonados no clube.
- Aves, desisti de as ter!
- Das minhas coisas cuido eu!
- Escura, sombria e assustadora noite.
- Acompanhando o som da torcida, dançava com a boca o atleta.
- Brincavam antigamente na rua as crianças.

### Exemplo de hipérbato com paráfrase
Original: 
| “                                                           | Ó gente ousada mais que quantas/ no mundo cometeram grandes cousas/, tu, que por guerras cruas tais e tantas/ e por trabalhos vãos nunca repousas:/ pois os vedados términos quebrantas/ e navegar meus longos mares ousas/ (que tanto tempo há já que guardo e tenho/ nunca arados d'estranho ou próprio lenho)/ -- pois vens ver os segredos escondidos/ da natureza e do húmido elemento/ (a nenhum grande humano concedidos/ de nobre ou de imortal merecimento) --;/ ouve os danos de mi, que apercebidos/ estão a teu sobejo atrevimento/ por todo o largo mar e pola terra/ que inda hás de sojugar com dura guerra. | ” |
| — Os Lusíadas, Canto Quinto (episódio do Gigante Adamastor) | |   |

Em ordem directa:
Ó gente mais ousada que quantas cometeram grandes cousas no mundo, tu, que nunca repousas por tais e tantas guerras cruas e por trabalhos vãos: ouve os danos de mi, que estão apercebidos a teu sobejo atrevimento por todo o largo mar e pola terra que inda hás de sojugar com dura guerra; pois quebrantas os vedados términos e ousas navegar meus longos mares (que já há tanto tempo que guardo e tenho nunca arados de lenho estranho ou próprio) -- pois vens ver os segredos escondidos da natureza e do húmido elemento (concedidos a nenhum humano de merecimento nobre ou imortal).